# Behrouz Vossoughi
Behrouz Vossoughi (persan: بهروز وثوقی) né le 10 mars 1938 à Khoy, dans la province de l'Azerbaïdjan occidental, Iran est un célèbre acteur iranien.

## Biographie
Behrouz Vossoughi a plus de quarante ans d'expérience dans l'industrie cinématographique et a joué dans plus de 90 films dont The Deer (Gavaznha, 1974). Ses travaux au cinéma, à la télévision, à la radio et au théâtre ont été reconnus dans plusieurs festivals du film.
Il a été brièvement marié à Gougoush dans les années 1970.

## Filmographie
- 2012 : La Saison des Rhinocéros (فصل کرگدن, Fasle kargadan) de Bahman Ghobadi

## Récompenses

### Meilleur acteur de l'année
- Festival du film Sepas de Téhéran, 1967, pour son rôle dans Gheysar (1969).[réf. nécessaire]
- Festival du film Sepas de Téhéran, 1968, pour son rôle dans Reza Motori.
- Festival international du film de Tachkent, 1972, pour son rôle dans Dash Akol.
- Festival international du film de l'Inde, 1974, pour son rôle dans Tangsir.

### Autres
- Festival international du film de San Francisco, distinction, pour The Unvanquished (2006)